# おすぎ
おすぎ（1945年〈昭和20年〉1月18日 - ）は、日本のタレント、映画評論家である。横浜市立桜丘高等学校、阿佐ヶ谷美術専門学校卒業。プラムクリークス所属。本名は杉浦 孝昭（すぎうら たかあき）。ファッション評論家のピーコは一卵性双生児の兄である。きょうだいは他に姉2人。

## 来歴・概要
「おすぎ」の芸名は本名の杉浦からで名付け親は永六輔である。
あまり裕福な家庭ではなく、小さい頃は家が狭かったため、ピーコと一緒に寝ていたと言う。その後36歳の時に両親を亡くしている。
中学生の頃から程ヶ谷カントリー倶楽部でキャディーのアルバイトをし、中村寅吉のキャディーを務めた事もある。芸能界入りする前は松下興産や東京ガスに勤めていた事がある。
オネエキャラを全面に出して、1975年のテレビ・ラジオデビュー以来、芸能界で活動している（実際の芸能界入りはデビュー前の銀座の歌舞伎座系列のテレビ番組制作プロダクション『歌舞伎座テレビ室』の制作進行補が最初）。本業の映画評論では本名の杉浦孝昭の名義で活動し、映画専門誌の「キネマ旬報」等に寄稿していた。美術専門学校卒の技能を生かし映画雑誌のレイアウト等の仕事に編集者として携わる一方で、テレビでのタレント活動が、「おすぎとピーコ」として話題を呼んだ。1978年、大島渚監督作品『愛の亡霊』には俳優として出演している。
人の好き嫌いがはっきりしており、嫌いな芸能人が多数存在し、普段からラジオ番組等で多数の実名を上げてきた。石原慎太郎に「君らは歌手か?」と聞かれ、「私はオカマです」と答えた所、「俺はナマコとオカマは大嫌いだ」と暴言を吐かれたことに激怒し、猛烈な口論を繰り広げる遺恨があった（この件は佐高信が当時連載を持っていた「噂の眞相」で石原批判のエピソードとして掲載している）。しかし、その一方で美輪明宏は、おすぎが口にする「どうせ私たちはオカマだから」という物言いに対し、「自分は同性愛に対する偏見に対して闘ってきたのに、あの二人（おすぎとピーコ）はテレビで、偏見に満ちた蔑称である"オカマ"という言葉を自分たちから連呼して、あえて笑われ者になることで、同性愛者への偏見を助長している。せっかく同性愛が市民権を得てきたのに、歴史が逆戻りすることになる。その根性が実に卑しい。消えてしまえばいい。この、馬鹿者どもが!」と厳しく批判。「昔はコンサートや舞台公演などに招待していたが、今は絶縁している」と語り、ある時期から会っていないことを公表している。
ピーコが1989年に眼球摘出手術を受けて仕事ができなくなった時期には、穴を埋めねばと全国を飛び回った。この頃には「おすぎとピーコ」の旬は過ぎており、なかなか仕事は無かったが、福岡のKBCラジオの3P (ラジオ番組)で新作映画紹介コーナーを担当。また、KBCテレビから「月一回でもいいから『天神マンボウ』に出演を」との依頼を引き受けて以来KBCでの仕事が続き、基本的に毎週日〜月曜日は福岡に通う事になった。『天神マンボウ』と後身の『うるとらマンボウ』（テレビ）や『おすぎとコージのあぶない関係』『PAO〜N』（ラジオ）など、同局アナウンサーの沢田幸二とはさまざまな番組で共演する関係が現在まで続いており、沢田を「コーちゃん」という愛称で呼んでいる。その他、福岡に通う以前から25年以上つながりのある札幌のSTVにも、隔週ながら木〜金曜日に通っている。
一時期は映画評論家としての仕事をメインとし（きっかけは淡谷のり子の激怒）、全国を飛び回る日々を送っていたが、福岡放送制作の全国ネット番組『所的蛇足講座』に出演した事で全国ネットに久々に出演。同時期、ピーコは主にファッション評論家として活動していたが、『SMAP×SMAP』での中居正広の物真似であるヒーコ（関根勤がおすき）の影響から再ブレイクし、「おすぎとピーコ」は再びお茶の間のお馴染みの存在になり、また単独の仕事も多くなっていった。
『森田一義アワー 笑っていいとも!』では初登場（2002年春）以来オープニングでのステージの立ち位置がレギュラー陣の中で最も下手（しもて）で、出演歴が長くなって後輩のレギュラー出演者が増えても、一向に中央に寄ろうとしなかった。しかし、2006年秋から自身より古株の木曜日レギュラーが笑福亭鶴瓶しかいなくなると、ステージ中央の鶴瓶の隣に立つ様になった。2008年10月1日からピーコと兄弟で水曜日レギュラーとなり共演する形になった。2011年3月30日に二人そろって卒業。
仕事で福岡へ通い続ける間に福岡ソフトバンクホークスとアビスパ福岡のファンになり、特に川﨑宗則を「ソウくん」、新垣渚を「なぎさ」と呼んで可愛がった。その熱意は、新垣が勝利を挙げた日や川崎が活躍した日には誰よりも早く一番に祝福の電話を入れる程で、2005年、ホークスがプレーオフで敗れ日本シリーズ出場を逃した際には、KBCテレビ『アサデス。』の放送中に号泣した程である。2006年8月28日放送の『みのもんたの“さしのみ”』でも、川崎と新垣からのメッセージをみのもんたからプレゼントされて感激の涙を流した。
2010年10月、福岡県へ転居。福岡でのレギュラー番組をこなしながら、東京での仕事は新幹線で移動するスタイルを取る。おすぎのネット上の連載記事（該当記事）によると、本宅はあくまでも実家に近い横浜で、福岡の住家は別宅扱いであるが、生活の中心を福岡の別宅に置くことにしたと言う。長らく仕事で通い続けている札幌と博多のどちらに転居しようかと考え、温暖な福岡を選んだ。
転居直後の2010年11月、福岡県嘉麻市（かまし）のイベント「嘉麻ふれあいまつり」に嘉麻市オリジナル釜飯を選ぶ審査員として参加し、話題をさらった。2006年に1市3町の合併で誕生した同市について、おすぎはKBCラジオで「嘉麻市は何であたしを呼ばないのよ」と発言していたが、2011年11月の「嘉麻ふれあいまつり」において市の観光大使に任命された。
料理の腕前も評判であり、『アサデス。』などでその腕前を披露している。分量などのメモをとらなくても手順を覚えれば簡単で美味しく作れる料理を披露する事も多く、料理本も執筆している。
2021年夏頃から認知症の兆しが見られ、集中力の継続や記憶力の低下に、おすぎ自身も不安を覚えたという。出演番組に迷惑を掛けることは不本意であるとして、レギュラー番組を降板。2010年から住んでいた福岡から生まれ育った横浜へ生活の拠点を再び移し、ピーコと同居を始めた。しかし、この同居生活を機に兄弟仲が再び悪化。ピーコにも認知症の症状の一つである思い込みと妄想癖の症状が現れたため、2022年2月に同居生活を解消した。おすぎは要介護認定を受け、横浜市の高齢者施設に入居した。
横浜市の施設には1年程暮らしたものの、2023年に神奈川県内の山間にある温泉施設に転居し、仕事でピーコと共に付き合いのあった男性が世話をしている。しかし2024年時点でその男性もマネージャーだった人物も認識できない状況とされる。
2022年頃に個人事務所も閉鎖し、清算手続きを完了していた。その後は芸能活動も自身のYouTubeチャンネルの更新もなかったが、2022年12月8日にYouTubeチャンネルのTwitterアカウントにて、12月12日にチャンネル動画を更新する旨のアナウンスがツイートされる。
このアナウンス通りの2022年12月12日、「最後の投稿です」「いままでありがとうございました。」という文言が含まれるタイトルで、おすぎがスタッフと談笑をする動画（撮影日は未詳）がアップロードされた。
2024年9月3日にピーコが死去した際には一応喪主を務めたものの、兄の死も認識できず、葬儀にも参加しなかったという。

## 批評・映画評論
キネマ旬報（1981-1993）に長く寄稿した後、広告批評等の雑誌に移る。キネマ旬報に寄稿しなくなった理由は不明だが、キネマ旬報のGW特集（1993年5月）以後、1996年6月までの3年間、おすぎは映画評論活動をしていなかった。
映画を批評するのではなく、「好き・嫌い」を基準におしゃべりするスタイルは、様々な批判を招来している。映画評論家の田山力哉に映画評論家としての姿勢を批判され、対立していた時にはクシシュトフ・キェシロフスキ監督の三部作『トリコロール/白の愛』を「田山力哉が誉めているから、この映画は嫌い!」と発言した事もある。その件に関して田山が当時、「キネマ旬報」で連載していたコラムでおすぎの事を「どうしようもないアホ」「クシシュトフ・キェシロフスキ監督に失礼だとは思わないのか!」と文面で罵倒した。映画のCMにナレーションで出演することがあり、この際の出演料は500万円前後であると自ら明かしている。このことに関してジャーナリストの大谷昭宏は、「たとえ自分が好きな映画であっても映画評論家と名乗る以上、映画のCMには出演すべきではない」と批判的な意見を寄せている。
淀川長治との共著が多数ある。長年「淀川を殺してでも淀川になるっ!」と対抗意識を燃やしていたが、実際は淀川が病気になった時には弁当を作ってお見舞いに行くほど親交が深かった。試写会で隣同士になった時には淀川がおすぎの口の中に持参のチョコレートを入れてあげていたとのこと（ピーコ・阿川佐和子の項目にある参考文献や著書に明記されている）。

### 映画評論文
おすぎ名義
- 私が偏愛する3つの名作（1998年9月25日、週刊朝日「追悼 黒沢明」）
- 「お母さんみたいなお父さん」淀川長治 好みのタイプ（2000年12月29日、週刊朝日「20世紀の21人 聞けなかった遺言」）
- 予測 映画（2001年12月29日・2002年1月5日合併号、週刊ダイヤモンド「特集 総予測 2002年」）
- 映画「寝ずの番」監督 マキノ（津川）雅彦 VS. おすぎ - 日本映画を斬る（2006年4月14日、週刊朝日）

杉浦孝昭名義
- おしゃべり映画講座
  - 第94回（1996年6月）「いつか晴れた日に」「ヒート」
  - 第95回（1996年7月）「キッズ・リターン」「蜂の旅人」
  - 第96回（1996年9月）「フィオナの海」「リービング・ラスベガス」
  - 第97回（1996年10月）「ケロッグ博士」「世にも憂鬱なハムレットたち」
  - 第98回（1996年11月）「記憶の扉」「42丁目のワーニャ」「ファーゴ」 - 映画の語り口を堪能する3本（対談）
  - 第96回（1996年12月）「アルチバルド・デラクルスの犯罪的人生」「秘密と嘘」- 人間を見つめる目が光る
  - 第100回（1997年1月）「奇跡の海」
  - 第101回（1997年2月）「エビータ」「クラッシュ」
  - 第102回（1997年3月）「スリーパーズ」「シャイン」
  - 第103回（1997年4月）「イングリッシュ・ペイシェント」
  - 第104回（1997年5月）「八日目」「エマ」
  - 第105回（1997年6月）「枕草子」「祝祭」
  - 第106回（1997年8月）「ネオン・バイブル」「アントニア」
  - 第107回（1997年9月）「フィフス・エレメント」「ベント」
  - 第108回（1997年10月）「世界中がアイ・ラヴ・ユー」「萌の朱雀」
  - 第109回（1997年11月）「タンゴ・レッスン」「キャリア・ガール」
  - 第110回（1997年12月）「メン・イン・ブラック」「ブラス!」
  - 第111回（1998年1月）「桜桃の味」「HANA-BI」
  - 第112回（1998年2月）「ゲーム」「世界の始まりへの旅」
  - 第113回（1998年3月）「アミスタッド」「フェイス/オフ」
  - 第114回（1998年4月）「シーズ・ソー・ラヴリー」
  - 第115回（1998年5月）「恋愛小説家」「ジャッキー・ブラウン」
  - 第116回（1998年6月）「ブルース・ブラザース2000」
  - 第117回（1998年8月）「ボクサー」「ディープ・インパクト」
  - 第118回（1998年9月）「河」「アナスタシア」「ライブ・フレッシュ」
  - 第119回（1998年10月）「ビッグ・リボウスキ」「地球は女で回ってる」
  - 第120回（1998年11月）「ぼくのバラ色の人生」
- キネマ旬報
  - 1981年12月15日号「16本の正月映画（話題の82年正月映画特集）」（座談会 双葉十三郎・杉浦孝昭・渡辺祥子）
  - 1982年7月15日号「82年夏休み映画ガイド座談会」（双葉十三郎・渡辺祥子・杉浦孝昭）
  - 1982年12月15日号「トリュフォーの"恋の色"（「隣の女」特集）
  - 1982年12月1日号「'83年正月映画10本を30倍楽しむためのガイド座談会」（双葉十三郎・杉浦孝昭・渡辺祥子）
  - 1983年4月1日号「外国の若者にも充分受け入れられる映画なんだ（「俺っちのウエディング」特集）
  - 1983年7月15日号「お金と時間をムダにしないための夏休み映画ガイド座談会」（杉浦孝昭・双葉十三郎・渡辺祥子）
  - 1983年12月15日号「'84年正月映画ガイド座談会（杉浦孝昭・双葉十三郎・渡辺祥子）
  - 1984年7月15日号「夏休み映画ガイド座談会」（双葉十三郎・渡辺祥子・杉浦孝昭）
  - 1984年12月15日号「'85年お正月映画ガイド座談会」（双葉十三郎・渡辺祥子・杉浦孝昭）
  - 1985年7月15日号「'85年夏休み映画ガイド座談会」（双葉十三郎・渡辺祥子・杉浦孝昭）
  - 1985年12月15日号「'86年お正月映画ガイド座談会」（双葉十三郎・杉浦孝昭・渡辺祥子）
  - 1986年12月15日号「'87お正月映画ガイド座談会（双葉十三郎・渡辺祥子・杉浦孝昭）
  - 1987年5月15日号「ノー・マーシイ - 非情の愛」
  - 1988年7月 四季版「怪人（ファントム）」に魅せられて（「オペラ座の怪人」をめぐって）
  - 1988年12月1日号 1989正月映画全作品徹底ガイド（座談会 双葉十三郎・渡辺祥子・杉浦孝昭）
  - 1989年7月15日号「'89夏休み映画ガイド座談会」（双葉十三郎・渡辺祥子・杉浦孝昭）
  - 1989年12月1日号「1990年正月映画全作品徹底ガイド -日本映画&外国映画-」（座談会 双葉十三郎・渡辺祥子・おすぎ）
  - 1992年8月15日号「夏休み映画座談会 - 誰が何と言おうと、ワタシはこれがお薦めです」（おすぎ・黒田邦雄・きさらぎ尚）
  - 1993年1月1日号「お正月映画座談会 - 個性豊かな3人、それぞれのお薦めは…」（おすぎ・きさらぎ尚・黒田邦雄）
  - 1993年5月1日号「Golden Week映画特集 - ゴールデンウィーク映画を見る楽しみ - 掘り出し物を見つけること」（座談会 黒田邦雄・おすぎ・きさらぎ尚）

単行本
1. おすぎのシネマトーク（1986年5月、シネ・フロント社）
2. 捨て鉢ほめ捨て捨て台詞（1986年8月、話の特集）
3. おしゃべりな映画館（1990年5月、マドラ出版、淀川長治・杉浦孝昭著）
4. おしゃべりな映画館 <2>（1991年4月、マドラ出版、淀川長治・杉浦孝昭著）
5. おすぎの私家版映画年鑑 <1989-1991>（1992年10月、メディアファクトリー）
6. おしゃべりな映画館 <3>（1997年7月、マドラ出版、淀川長治・杉浦孝昭著）
7. おしゃべりな映画館 <4>（1997年10月、マドラ出版、淀川長治・杉浦孝昭著）
8. おすぎのいい映画を見なさい <1>（1998年12月、芳賀書店）
9. おすぎのいい映画を見なさい <2>（1998年12月、芳賀書店）
10. おすぎのいい映画を見なさい <3>（1998年12月、芳賀書店）
11. 映画が終わったその夜に（1999年4月、TaKaRa酒生活文化研究所） - 酒文ライブラリー
12. おすぎです。映画を観ない女はバカになる（2004年12月、主婦と生活社）
13. おすぎとピーコのこの映画を見なきゃダメ!!（2005年12月、学習研究社、おすぎ・ピーコ著）

## 出演

### テレビ
報道・情報・ワイドショー番組
| 期間           | 期間           | 番組名                                     | 役職                                                                                | 備考 |
| -------------- | -------------- | ------------------------------------------ | ----------------------------------------------------------------------------------- | --- |
| 1990年7月      | 2007年12月     | 筑紫哲也 NEWS23（TBS系）                   | 『おすぎと哲也の映画紹介』での随時出演                                              | 金曜版NEW23のコーナーとして夏休み前と年末年始前の年2回放送（2008年3月に筑紫哲也が番組降板→同年11月に死去） |
| 1991年4月      | 1994年9月      | ビッグモーニング（TBS系）                  | 月曜日コメンテーター                                                                | 月曜日を基本に不定期出演                                                                                   |
| 1991年10月1日  | 1999年頃       | どさんこワイド（札幌テレビ）               | 火曜日コメンテーター                                                                | |
| 1992年10月     | 2001年3月      | 情報回遊TV うるとらマンボウ（KBCテレビ）   | レギュラー出演                                                                      | |
| 1993年4月      | 2011年3月      | スーパーモーニング（テレビ朝日系）         | コメンテーター                                                                      | |
| 1998年10月     | 2005年3月      | ジャスト（TBS系）                          | 月末最終金曜日コーナー『おすぎとピーコのシネマサロン』担当                          | |
| 1999年4月2日   | 2000年3月31日  | 2時のホント（フジテレビ系）                | 月末最終金曜日コーナー『おすぎとピーコのシネマサロン』担当                          | |
| 2000年代後半頃 | 2000年代後半頃 | 情報プレゼンター とくダネ!（フジテレビ系） | 金曜日コーナー『おすぎのエンタメ切捨てゴメン！』→『エンタメ解体新書』レギュラー出演 | |
| 2001年4月      | 2021年12月     | アサデス。（KBCテレビ）                    | 月曜日『アサデス。KBC』および「アサデス。九州・山口』コメンテーター                 | |
| 2002年10月     | 2004年9月      | SmaSTATION-2→SmaSTATION-3（テレビ朝日）    | 番組コーナー『スマムービー・オスギハイクラ!?』担当                                  | |
| 2006年10月1日  | 2019年9月29日  | スタイルプラス（東海テレビ）               | ゲスト出演                                                                          | 映画紹介で、年に数回出演                                                                                   |
| 2008年4月      | 2009年3月      | サワダデス。（KBCテレビ）                  | 月曜日レギュラー出演                                                                | |
| 2009年4月      | 2021年頃       | れじゃぐる（大分朝日放送）                 | レギュラー出演                                                                      | |
| 2011年4月      | 2016年3月      | ドデスカ!（メ〜テレ）                      | 金曜日コメンテーター                                                                | |

バラエティ番組・その他
- そんなに私が悪いのか!?（テレビ朝日系）：レギュラー
- 所さん&おすぎの偉大なるトホホ人物伝（テレビ東京系）
- ものまね王座決定戦審査員（おすぎとピーコとして）（フジテレビ系）
- おすぎとピーコの本ビニエンス（テレビ朝日）
- 所的蛇足講座（福岡放送製作）
- おすぎとピーコの金持ちA様×貧乏B様（日本テレビ系）
  - 金持ちA様×億億億億年収一億円とお見合いするぞー!スペシャル（日本テレビ系）
  - 金のA様×銀のA様（日本テレビ系）
- BACK-UP!（フジテレビ）
- ハッピーボーイズ! → ハッピーボーイズアワー爆笑おすピー問題! → 爆笑おすピー大問題!!（フジテレビ系）
- おすピー&ロンブーの起きなさいよッ!!（フジテレビ系）
- ダウンタウンDX（読売テレビ・日本テレビ系）
- 森田一義アワー 笑っていいとも!（2000年10月 - 2011年3月、フジテレビ系）：水曜日（ピーコと共演）
  - 笑っていいとも!増刊号（フジテレビ系）：日曜日
- 草彅・おすぎとピーコの女子アナスペシャル（フジテレビ）
- 飛び出せ!チェリーズ おすぎとピーコSP（2003年1月2日、フジテレビ）
- おすぎのシネバラ!（チャンネルNECO）
  - おすピーのシネバラ!（チャンネルNECO）
- Eネ!presents おすぎのコレ観なさい!（2005年6月4日、テレビ東京）
- おすぎが吠えた!日韓シネマ事情日本映画も負けてないわよっ!!（2005年7月30日、テレビ朝日系列）
- 汐留おすピ座（2006年1月21日、日本テレビ）
- おすぎ&アメザリのシザーハンズ（2006年4月1日、テレビ東京）
- のびのび!カマンベーロ（TVQ九州放送）
- おすぎのこの映画見なさい!（スターキャット・ケーブルネットワーク）
- ふんづけてやるっ!（2013年4月2日、フジテレビ）

### ラジオ
- 久米宏の土曜ワイドラジオTOKYO （TBSラジオ、おすぎとピーコの週末情報を担当、1978年4月 - 1985年3月）
- パックインミュージック （TBSラジオ、水曜日担当、1979年10月 - 1981年9月）
- ハイヤングKYOTO（KBS京都、1981年4月 - 1983年3月）
- 号外サタデー（文化放送）
- 吉田照美のやる気MANMAN!（文化放送、マイクサイドボクシング俺に言わせろ!：木曜日レギュラー、1992年10月 - 2007年3月）
- 大竹まこと ゴールデンラジオ!（文化放送、大竹紳士交遊録：木曜日レギュラー、2007年5月 - 9月）
- おすぎとピーコのすみれ修道院（文化放送、『野村邦丸のごきげん!二重丸◎』内、2002年10月 - 2005年3月）
- 吉田照美 ソコダイジナトコ（文化放送、「朝イチ情報デリバリー」「7時の情報デリバリー」木曜日レギュラー、2008年4月 - 2013年3月）
- 吉田照美 飛べ!サルバドール（文化放送、「一発逆転! 飛べサル クロスカウンター」水曜日レギュラー。2013年4月 - 2017年3月)
- くにまるジャパン 極（文化放送）：月1回レギュラー出演（2017年4月 - 2021年9月）
- 稲川淳二のオールナイトニッポン （ニッポン放送、オールナイトニッポン月曜第2部、1976年10月 - 1977年9月）
- おすぎのいいすぎ!?（ニッポン放送、『垣花正のニュースわかんない!?』内、2002年10月 - 2004年3月）
- おすぎの素晴らしきシネマランド（STVラジオ、1985年4月 - 1989年3月）
- おすぎと洋二の言いすぎたかしら（STVラジオ、1991年10月 - 1994年3月）
- おすぎの美しくなりたい（STVラジオ、1996年10月 - 1999年4月）
- おすぎと俊介の普通じゃナイト（STVラジオ、1999年4月 - 1999年9月）
- 工藤じゅんきの十人十色（STVラジオ）：毎週水曜日→隔週金曜日
- ラジオRAMDA 金曜シューズ探検隊（ラジオ関西、1995年4月 - 1998年3月）
- おすぎのシネマサロン（ラジオ関西、1998年4月 - 2001年3月）
- おすぎとコージのあぶない関係（KBCラジオ、 - 2003年3月、PAO〜Nスタートに伴い、発展的終了）
- 中村もときの通勤ラジオ（KBCラジオ、 - 2003年3月、PAO〜Nスタートに伴い、降板）
- おすぎとピーコのシスター・シスター（KBCラジオ）：土曜日（2015年10月 - 2020年3月28日）
- サンデーおすぎ（KBCラジオ）：日曜日（2008年10月5日 - 2020年3月29日）
- PAO〜N（KBCラジオ）：月曜日レギュラー（2003年3月 - 2011年3月、2015年9月28日 - 2021年11月15日、11月22日以降は体調不良のため欠席。出演せず12月27日で降板）
- おすぎと南部のアスカ ラジオショッピング（全国AMラジオ局）

### CM
- リコー「IPSiO G707」（2004年）
- シネカノン「パッチギ!」（2005年）
- ソニー・ピクチャーズエンタテインメント「プロデューサーズ」（2006年）
- イシダ（2012年、ピーコと共演）

## 著書
- やっぱり出たか おすぎの猛毒!! ― 芸能界てんやわんや（光文社、1984年1月）
- おすぎの男はこんな料理（お・ん・な）が食べたい ― 男の味覚と気持ちがわかる本（主婦と生活社、1984年9月）
- おすぎのシネマトーク（シネ・フロント社、1986年5月）
- おすぎの私家版映画年鑑〈1989‐1991〉（メディアファクトリー、1992年9月）
- いまの日本の大問題（扶桑社、1994年6月 佐高信との共著）
- おすぎの大料理（文化出版局、1995年5月 料理本）
- おすぎのいい映画を見なさい（芳賀書店、1998年12月 北九州都市圏で発行されているタウン情報誌「おいらの街」での連載をまとめたもの、全3巻）

ここまで本名の杉浦孝昭名義で出版（「いまの日本の大問題」を除く）、以降はおすぎ名義で出版したもの。
- おすぎです。映画を観ない女はバカになる!（主婦と生活社、2004年12月 雑誌「JUNON」での連載をまとめたもの）
- バカバカバカ!（ぺんぎん書房、2005年7月 「薔薇族」での連載「おすぎの悪口劇場」に大幅加筆し一冊にまとめたもので、初のエッセイ集である）
- 愛の十三夜日記（ダイヤモンド社、2005年9月 「CDV-JAPAN」での連載コラム「おすぎのビデ・シネプレビュー」をまとめたもの）
- おすぎとピーコのこの映画を見なきゃダメ!!（学習研究社、2005年11月 ピーコとの共著で、テレビ情報誌「TV LIFE」での連載をまとめたもの）
- おすぎのネコっかぶり（集英社（集英社文庫）、2011年11月 エッセイ集。巻末にピーコとの対談を収録）

## 音楽
おすぎとピーコ名義でLPレコード『ザ・パーティー』（1979年／CBSソニー）を発表。金子マリ & バックスバニーの演奏をバックに二人がひたすらお喋りするショー形式で構成されている。司会を久米宏が務め、大島渚、石井好子、西田敏行、近田春夫、星セント・ルイス、大屋政子、小森和子、稲川淳二、野沢那智、白石冬美、藤竜也、吉行和子、松島トモ子等、当時としても破格の豪華メンバーがゲスト出演した。ジャケットイラストは和田誠が担当。未だCD化はされていない。